# Уютное (Омская область)
Уютное — деревня в Марьяновском районе Омской области России. Входит в состав Грибановского сельского поселения.

## История
Основана в 1912 году. В 1928 г. хутор Уютный состоял из 23 хозяйств, основное население — русские. В составе Мариановского сельсовета Любинского района Омского округа Сибирского края.

## Население
| 2010 |
| ---- |
| 415  |